# Pak Myong-chol
Pak Myong-chol (* 15. September 1941 in Uiju) ist ein nordkoreanischer Politiker (PdAK), welcher seit 2010 Mitglied des Zentralkomitees der Koreanischen Arbeiterpartei und seit 2014 Präsident des Obersten Gerichtshofes der DVRK ist.

## Werdegang
Pak Myong-chol wurde 1941 in Uiju, einem Landkreis in der Provinz P’yŏngan-pukto, geboren. Als Pak 17 oder 18 Jahre alt war, wurde sein Vater Pak Jong-ho 1959 auf einer, von dem damaligen Führer Nordkoreas, Kim Il-sung, initiierten Mission nach Südkorea geschickt und wurde dort gefangen genommen und getötet. Daraufhin soll Kim dem jungen Pak und seinen Geschwistern mitgeteilt haben, dass er persönlich „auf sie Acht geben“ werde.
In seiner Jugend begann Pak ein Wrestling Training und lernte dort auch möglicherweise seine Frau Kim Yong-suk, die Tochter des berühmten koreanisch-japanischen Wrestlers Rikidōzan, kennen. Durch seine Frau hat Pak ein gutes Verhältnis zu dem berühmten japanischen Wrestler und Politiker Antonio Inoki.
Pak ist seit 1975 in verschiedenen hohen Positionen in Nordkorea in der Verwaltung der Fiskultura und des Sports tätig. Er war 1992 und 2004 Leiter des Olympischen Komitees der Demokratischen Volksrepublik Korea und wurde 1993 zum Vorsitzenden des Olympischen Komitees ernannt. 1994 war er Mitglied des Beerdigungskomitees von Kim Il-sung. 1998, 2009 und 2014 war er Stellvertreter der 10., 12. und 13. Obersten Volksversammlung. Zu den Asienspielen 2002 in Busan (Südkorea) reiste Pak zusammen mit einer großen Anzahl an Cheerleadern per Boot an und brachte die Anzahl an Nordkoreanern in Busan an die 700.
September 2010 trat er dem Zentralkomitee der Koreanischen Arbeiterpartei bei. Pak war im Beerdigungskomitee des Dezember 2011 verstorbenen Kim Jong-il. Während das Südkoreanische Ministerium für Vereinigung bemerkte, dass seine öffentlichen Auftritte nach April 2012 eingeschränkt wurden und man spekulierte, dass Kim Jong-un Beamte seines Vaters Kim Jong-il aussortierte, wurde Pak 2014 in eine weniger mächtige Position berufen. Von nun an war er Präsident des Obersten Gerichtshofes der DVRK und Mitglied der Obersten Volksversammlung.